# 어디만치 왔나
《어디만치 왔나》는 1987년 3월 8일에 MBC TV에서 방영된 베스트셀러극장이다.

## 줄거리
도시에서 떠돌이 생활을 하던 만석(나영진)은 한 공사장에서 일하던 어느 날 그곳 밥집에서 일하는 순옥(서갑숙)을 만나 사랑에 빠지게 되고, 두 사람은 곧 동거생활에 들어간다. 하지만 행복한 생활도 잠시, 만석이 일하다가 허리를 다치고 순옥이 임신을 하면서 그나마 영위해 온 호구지책도 잃게 된다. 순옥의 출산이 가까워 오자 만석은 초조해진 나머지 강도짓을 저지르지만 미수에 그친다. 경찰의 추적을 받게 된 만석은 순옥을 데리고 고향집의 어머니(정애란)에게 가는데...

## 출연
- 나영진
- 서갑숙
- 정애란
- 이묵원
- 국정환
- 추석양
- 박종설
- 최재호
- 나한일
- 박예숙
- 박상조
- 김홍량
- 박경순
- 나성균
- 홍민우
- 이상철
- 윤영준
- 신수식